# Muzeum Archidiecezjalne w Poznaniu

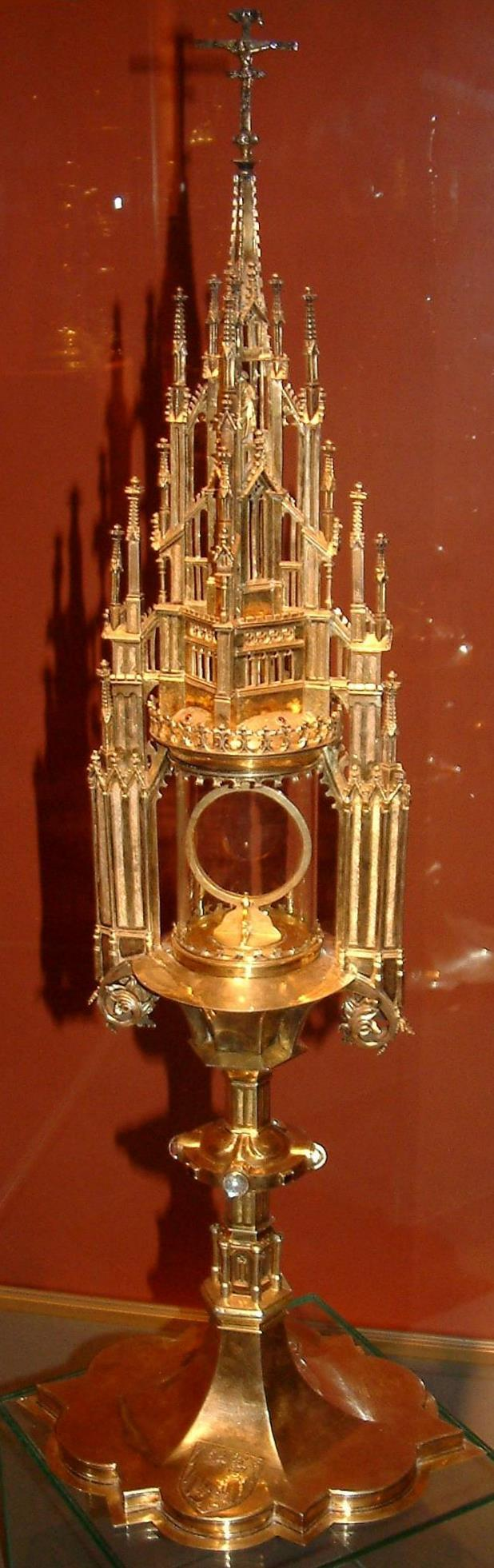
Monstrancja Władysława Jagiełły – depozyt kościoła Bożego Ciała (około 1400)

Muzeum Archidiecezjalne w Poznaniu – muzeum gromadzące obiekty sztuki sakralnej. Jedna z najstarszych tego typu instytucji w kraju i jedna z pierwszych placówek muzealnych w Poznaniu. Muzeum wchodzi w skład obiektów i atrakcji trasy turystycznej Traktu Królewsko-Cesarskiego.

## Historia
Założone zostało w 1898 roku przez ówczesnego arcybiskupa gnieźnieńsko-poznańskiego Floriana Stablewskiego. Pierwsza siedziba muzeum mieściła się w dawnych zabudowaniach pokarmelitańskich przy nieistniejącej dziś ul. Wieżowej 1. W latach 1924–1929 zbiory przekazano w depozyt Państwu Polskiemu i prezentowano w ramach Muzeum Sztuki Kościelnej, które zorganizowano w Zamku Poznańskim. W 1936 r. dzięki staraniom ówczesnego dyrektora ks. Józefa Nowackiego otworzono ekspozycję w pomieszczeniach parterowych dawnej Akademii Lubrańskiego. W 1939 r. zbiory zostały przejęte przez okupanta i uległy częściowemu rozproszeniu.
W latach 2006 i 2007 dzięki pomocy funduszy europejskich budynek Akademii Lubrańskiego będący siedzibą muzeum został gruntownie wyremontowany i w całości zaadaptowany na cele wystawiennicze. Aktualna powierzchnia ekspozycyjna wynosi 1400 m². Prezentowanych jest na niej 785 dzieł sztuki ułożonych w ciągi chronologiczne, stylowe i tematyczne.

## Zbiory
Intencją założyciela było, aby w Muzeum: 

znalazły bezpieczne i odpowiednie pomieszczenie wszystkie bez wyjątku działy sztuki kościelnej jak: stare obrazy, rzeźby, przedmioty ze złota, srebra, cyny, miedzi i mosiądzu, ze szkła i kości, dawne emalie, starożytne materie, tkaniny, hafty, a dalej okazy stolarszczyzny kościelnej, wyroby ślusarskie i kowalskie, słowem wszelkie zabytki minionej przeszłości, czysto artystyczną czy  historyczną wartość mające.

 Jednym z ważniejszych obiektów eksponowanych na wystawie stałej jest miecz świętego Piotra. W „Kronice biskupów poznańskich” Jan Długosz opisuje go jako prawdopodobny miecz, którym Piotr Apostoł podczas pojmania Chrystusa w ogrodzie Oliwnym odciął Malchusowi (słudze arcykapłana) ucho. Miecz według legendy miał zostać ofiarowany 968 roku biskupowi Jordanowi, pierwszemu, wysłanemu przez papieża do Poznania biskupowi. Miecz ten przez stulecia traktowany jak relikwia, przechowywany był w skarbcu katedry poznańskiej, w połowie lat 90. XX wieku znalazł się w zbiorach Muzeum Archidiecezjalnego.
W zbiorach znajduje się między innymi:
- kolekcja malarstwa i rzeźby gotyckiej – 21 kwater ołtarzowych oraz 179 rzeźb z XIV, XV i XVI wieku, m.in.: ołtarze z Grabowa Królewskiego, Krotoszyna, Marcinek, Brodów, Gostynia, Głuchowa, Madonny z Ołoboku, Łukowa, Mądrego, Niechłodu, Pietà z Jeżewa, Nowego Miasta, Ceradza Kościelnego, Krucyfiks z Dolska, Kamionnej.
- kolekcja sztuki nowożytnej – malarstwo oraz rzeźba, warsztatów i artystów polskich, włoskich, niemieckich, czy hiszpańskich.
- kolekcja portretów – portrety trumienne, portrety męskie, kobiece, dostojników kościelnych, urzędników państwowych i postaci historycznych: Mikołaja Kopernika, Augusta III Sasa, Stanisława Augusta Poniatowskiego, Stanisława Małachowskiego, Adama Mickiewicza, portrety pędzla Teodora  Axentowicza i Leona Wyczółkowskiego.
- kolekcję argenteriów – wyroby ze srebra, a wśród nich – monstrancje (m.in. Monstrancja Władysława Jagiełły), kielichy, pateny, cyboria, krzyże, relikwiarze, kadzielnice, dystynktoria kościelne, wota wykonane w przeważającej części przez wielkopolskich złotników.
- kolekcja tkanin – stroje liturgiczne i paramenty kościelne: ornaty, dalmatyki, kapy, stuły, manipularze, mitry, wela, bursy, palki wykonane z różnych tkanin i przyozdobione różnymi rodzajami haftów. Obok tego polskie pasy kontuszowe z najlepszych XVII i XVIII-wiecznych persjarni w Polsce, tkaniny dekoracyjne takie jak gobeliny i makaty oraz damskie suknie, szale i halki.
- kolekcja porcelany, szkła, sreber użytkowych z  XIX-wiecznych europejskich wytwórni.

W 1981 roku podczas kradzieży zaginęły m.in.: ryngraf rycerski (XVII wiek), kielich mszalny z Soboty (XIV-XV wiek), haftowane ordery bawarskie i kilka ikon. Niektóre spośród przedmiotów zostały odnalezione w 1984 podczas próby przemytu w pociągu relacji Moskwa – Paryż, na granicy polsko-niemieckiej i zwrócone do zbiorów.